# Diego de Torres Villarroel
Diego de Torres Villarroel (Salamanca, 1694 - Salamanca, 19 de junio de 1770) fue un escritor, poeta, dramaturgo, médico, matemático, sacerdote y catedrático de la Universidad de Salamanca.

## Biografía
Era hijo de un librero de Salamanca y de la hija de un pañero. Fue bautizado el 18 de junio de 1694. Se describió a sí mismo como rubio y de ojos azules y bien parecido, "con más catadura de alemán que de castellano o extremeño" y como persona desenvuelta, sociable y accesible. Aprendió las primeras letras y pasó a estudiar latín en el pupilaje de don Juan González de Dios, quien sería luego catedrático de Humanidades en la Universidad de Salamanca. Lo hizo con tal aprovechamiento que ganó tres años después una beca por oposición en el Colegio Trilingüe de Salamanca. Su temperamento díscolo y travieso le empujó a faltar a clase, meterse en peleas, robar a otros compañeros y hurtar viandas de la despensa del colegio por lo que se ganó el sobrenombre de "piel de diablo". Leyó mucho en la tienda de libros de su padre, pero sin orden ni programa alguno, aunque sentía particular afición por las matemáticas. La lectura del Astrolabium, un tratado sobre la esfera celeste del padre Cristoforo Clavius (1537-1612), le inclinó por la astrología. Otro libro llamado Tratado de la esfera fue el que le introdujo en las matemáticas, ciencia olvidada en aquella época.
Según cuenta en su Vida, biografía muy novelada, al salir del colegio huyó de las consecuencias de sus desmanes a Portugal, concretamente a Oporto y a Coímbra, donde llevó una vida aventurera en la que fue sucesivamente ermitaño, bailarín, alquimista, matemático, soldado, torero, estudiante de medicina, curandero, astrólogo y adivino.
Esa biografía novelada haría que sus contemporáneos le atribuyesen una poderosa leyenda. Se supone que a su vuelta a Salamanca sentó la cabeza y emprendió un programa de voraz lectura de libros de filosofía natural, magia y matemáticas, y para ganarse la vida montó un pingüe negocio editorial como escritor de almanaques y pronósticos anuales bajo el seudónimo de "El gran Piscator de Salamanca", género de periodismo popular del que fue uno de los fundadores y con el que se hizo famoso, ya que mucha gente recurría a él para saber del futuro. Escribió estos folletos desde 1718 hasta 1766, sin creer mucho en ellos, pues "Torres fue un hombre moderno en quien pudo convivir un cierto pesimismo barroco con el cinismo de un libertino intelectual y el cálculo propio de la conciencia burguesa".
Parte de la leyenda de Torres tiene que ver con sus profecías, a las que —siempre a posteriori— se le atribuyeron notables aciertos. En el Almanaque de 1724 pronosticó con acierto la muerte del joven rey Luis I, que falleció el 31 de agosto de ese mismo año. Había profetizado que moriría en "el rigor del verano de 1724". Además también se le acusó de vaticinar el Motín de Esquilache y un pliego tardío suponía que había pronosticado la Revolución francesa, esta última de la siguiente manera:

Cuando los mil contarás

con los trescientos doblados

y cincuenta duplicados,

con los nueve dieces más,

entonces, tú lo verás,

mísera Francia, te espera

tu calamidad postrera

con tu rey y tu delfín,

y tendrá entonces su fin

tu mayor gloria primera.

Esta serendipia se explica de esta forma: {\displaystyle 1000+(300\cdot 2)+(50\cdot 2)+(9\cdot 10)=1790}, año en plena Revolución francesa.
En 1723 marchó a Madrid en donde al principio sufre hambre y miseria pero por su buen don de gentes hace amistades de buena condición los cuales le ayudan. Estudia medicina y se gradúa en la ciudad de Ávila. Fue nombrado vicerrector de la Universidad, pero decidió buscar fortuna en Madrid, aunque pasa miseria al principio, y sobrevivió bordando para un vendedor de la Puerta del Sol. En esta época se plantea incluso dedicarse al contrabando, pero lo salva la condesa de Arcos. Fue escritor de la Gaceta de Madrid en donde cuenta los cotilleos de la ciudad. A causa de un fenómeno sobrenatural en la casa de la condesa de Arcos y su fama como mago, fue llamado por esta para desencantarla durante once noches; no lo consiguió, pero eso le permitió un puesto como criado de su casa, a cama y mantel, y allí permaneció, pues, otros dos años. En su palacio lee y escribe en abundancia, pero en sus apariciones públicas se burlaba de la vanidad y falsedad de las clases altas y es expulsado de Madrid por el Real Consejo debido a su carácter excéntrico, por lo que volvió a Salamanca.
De nuevo en tierras salmantinas, Villarroel descubre que la cátedra de matemáticas en la Universidad está libre y decide presentarse a los exámenes por oposición. Tan solo tenía un rival para ello, al que derrotó consiguiendo mejor resultado final y logrando la ansiada cátedra que hacía más de treinta años que no ocupaba nadie, debido a la incultura y dejadez que había sufrido dicha ciencia. La gente de Salamanca realizó varias fiestas en honor al nuevo catedrático. Villarroel comenta en su Vida que sus conocimientos matemáticos eran mínimos aun habiendo superado el examen, criticando el poco progreso de los estamentos universitarios. Durante cinco años estuvo enseñando matemáticas y en 1732 se gradúa en Artes, siendo maestro de dicha materia. Durante esta época pasaba los veranos en Madrid.
Estuvo en Medinaceli, donde, en ese mismo año 1732 conoció a Juan de Salazar, junto con el que sería condenado a destierro por un oscuro delito, y huyeron los dos a Burdeos. A su regreso a España, Salazar es condenado a seis meses de prisión, Villarroel es desterrado a Salamanca y huye de nuevo a Portugal. Tras recorrer todo el país lusitano cayó enfermo y no pudo regresar a España hasta que sus hermanas enviaron súplicas al rey, que consintió su retorno en 1734.
Desde entonces hasta 1743 se dedicó a su trabajo en la Universidad, a la escritura de libros y sonetos, y a idas, venidas y estancias en la corte de Madrid. Tuvo un gran éxito de crítica al publicar Los desahuciados del mundo y de la gloria (1736-1737), que fue reseñado muy elogiosamente en el Diario de los Literatos. En 1742 publicó los cuatro primeros «Trozos» de su Vida, de la que se hicieron cinco reimpresiones en aquel mismo año, tres legales y tres piratas. En 1743 publicó su Barca de Aqueronte y en ese periodo también creó un periódico llamado el Piscator Historial de Salamanca.
En 1745 sufre una depresión moral y filosófica que le hizo abandonar el trabajo y renegar de sus "fechorías" de juventud y de sus escritos satíricos. En marzo de 1746, reaparece de nuevo por las aulas y en noviembre vuelve a Madrid, en donde le creían muerto. Su padre le instó anteriormente a que se ordenase de subdiácono para acceder a una capellanía en la parroquia de San Martín de Salamanca, pese a lo cual sólo llegó a ordenarse sacerdote cuando ya contaba 52 años. 
En 1750, tras 24 años de cátedra, pidió su jubilación antes del tiempo legal, lo que Fernando VI le concedió por real decreto. Realizó el Camino de Santiago, siempre acompañado de gente que le admiraba y conocía, ya que era muy famoso. A partir de 1751 su vida fue tranquila "viviendo con honra en el pueblo donde nací", según deja escrito en su autobiografía, y trabajando en Salamanca en el enriquecimiento de la biblioteca universitaria.
Solicitó un diaconato en febrero de 1754, y un mes más tarde se ordenó de presbítero en Salamanca. Ayudó, de modo desinteresado e incluso con asistencia personal, al Hospital del Amparo de Salamanca. 
En 1752 se publicó la primera edición completa impresa durante su vida de las Obras de Torres, algo insólito entonces y que informa de su gran popularidad. Se hizo por suscripción pública, procedimiento que por primera vez se aplicó en España. La suscripción fue encabezada por la familia real, el Marqués de la Ensenada, gran número de nobles, universidades y colegios mayores, religiosos y particulares, pero no por la Universidad de Salamanca. Tras su jubilación siguió trabajando en diversas comisiones de la Universidad; aún asistía a los claustros en 1769. Murió el 19 de junio de 1770, a los 77 años de edad, en el Palacio de Monterrey de Salamanca, donde ocupaba habitaciones que, hacía años, la duquesa de Alba había puesto a su disposición.

## Perfil
Torres Villarroel fue un hombre muy culto debido a su gran curiosidad, que junto con su fisonomía extraña y rara fascinaba a unos y repelía otros. Se situó entre la ciencia barroca y la ilustrada de los Novatores, pero se mostró poco partidario de los avances modernos y no pasó de Descartes y Gassendi. Del sistema de Isaac Newton escribió, por ejemplo, que "una novedad tan espantosa y grande pasará con miserable crédito muchos siglos..." sobre todo siendo parto de un intelecto "de intención torcida" que "afectó la obscuridad en todas sus obras". Fue conocido por casi todo el país en su época y a pesar de ser un hombre relativamente callado cada vez que hablaba y opinaba provocaba el escándalo o la gracia de los demás. Se burló de todo lo que pudo siempre con aire desenfadado, provocando odios y envidias, lo que lo llevó a diferentes destierros. Su personalidad queda reflejada en sus escritos, sobre todo en su relato biográfico Vida, ascendencia, nacimiento, crianza y aventuras del Doctor Don Diego de Torres Villarroel, catedrático de prima de matemáticas en la Universidad de Salamanca, escrita por él mismo. Para Russell P. Sebold, la vida de Torres es de carácter bifronte (de dos caras): es un tejido de contrastes u oposiciones entre su conformismo burgués y su desprecio bohemio. Tiene conciencia de su existir sólo como contradicción consigo mismo y era fundamentalmente un escéptico incapaz de idealizar nada. Fue hombre mundano y como científico no hizo aportación alguna ni supo apreciar, como se ha visto, la importancia de Newton, al contrario que sí, por ejemplo, su contemporáneo Benito Jerónimo Feijoo o los posteriores Cándido María Trigueros y Lorenzo Hervás y Panduro.

## Obra
En el prólogo Correo del otro mundo (1725) decía que "yo no escribo para que aprendas, ni te aproveches, ni te hagas docto, pues a mí, ¿qué se me da de que tú seas estudiante o albañil...?  Yo escribo porque no tengo dinero ni donde sacarlo". Y no debía irle mal, porque en el almanaque de 1738 hizo constar que los otros escritores "han de morir de hambre y de envidia al saber que Torres supo juntar el año pasado 15.000 reales con sus majaderías, sin petardear con las dedicatorias, ni mendigar adelantos a los impresores". Escritor fecundo, ha quedado noticia de que en veinte años de escritor recibió más de dos mil ducados cada uno de ellos. Autor de narraciones y de "ensayos" como Los desdichados del mundo y la gloria (1737) o libros científicos como Anatomía de lo visible e invisible de ambas esferas (1738), en 1752 se publicó por suscripción pública una edición de sus obras en catorce volúmenes. Y se hizo una reedición de sus obras completas en quince volúmenes en octavo en Madrid entre 1794 y 1799.
Su estilo conceptista y repertorio temático se inspiran en la obra de Francisco de Quevedo, aunque en opinión de Jorge Luis Borges, carece de la sombría visión pesimista de éste y por el contrario su estilo es vitalista y festivo. Como poeta, pueden destacarse algunos de sus sonetos (Los ladrones más famosos no están en los caminos, El presente siglo), las composiciones satíricas que llamó "pasmarotas", que incluso encontraron continuidad en el siglo XX en las que compuso Enrique Badosa; este subgénero lírico expresa el asombro producido ante situaciones incomprensibles y absurdas, muchas veces por su necedad, con ironía y en arte menor; sus jácaras y seguidillas, o poemas de amor como A una dama o de la muerte, ¿Cuándo vendrá la muerte?.
Su obra en prosa más popular es la citada Vida, ascendencia, nacimiento... (aparecida en 1743 con sucesivas ampliaciones posteriores), autobiografía dividida en seis "trozos" que corresponden cada uno a una década y donde da forma a una novela picaresca, sin imitar como en otras de sus obras el estilo de Quevedo, sino mostrando un estilo más castizo, llano, espontáneo y natural. En ella el autor describe, además de su propia vida, la enorme crisis en que se encontraba la España de su tiempo, de la cual era consciente y testigo, pero ante la cual se cruza de brazos al contrario de lo que harán después los ilustrados y sus sucesores, los liberales. No llega a sentir el pesimismo: lo elude mediante el humor o la gesticulación de sus "pasmarotas":
Sabía que estaba en la tierra de los ciegos. Padeció entonces la España una obscuridad tan afrentosa que en estudio alguno, colegio ni universidad de sus ciudades, había un hombre que pudiese encender un candil para buscar los elementos de esas ciencias
Según Blanco Aguinaga, 
La Vida es la autobiografía de un pequeño burgués advenedizo que logra un éxito sin precedente a través de ingeniosidades, explotando la credulidad del vulgo y sus supersticiones, en las cuales él no cree. Afirma que los fantasmas y otros seres sobrenaturales solo le producen hilaridad: "Las brujas, las hechiceras, los duendes, y sus relaciones, historias y chistes me arrullan, entretienen y me sacan al semblante una burlona risa". [...] En la galería de los pequeños burgueses sin burguesía figura este contradictorio perdulario salmantino que anticipa al escritor del siglo XIX, pendiente de los gustos y modas de sus lectores.
También son interesantes sus Visiones y visitas de Torres con D. Francisco de Quevedo por Madrid, 1727-1751), de estilo muy conceptista. En El ermitaño y Torres (1752) diserta sobre la piedra filosofal, así como en los Recitarios astrológicos y alquímicos (1726), donde ahonda en los principios metálicos que rigen la alquimia. Se interesa en muchas de sus obras por lo humano y también por lo divino, ya que escribió sobre fantasmas y fenómenos aéreos extraños, incluso de experiencias personales, como en Juicio y pronóstico del globo y tres columnas de fuego que se dejaron ver en el horizonte español (1726). Llegó a repetírsele el fenómeno o "prodigio", como gustaba de llamar a estos globos de fuego, en 1730 y 1736. Además también su diversidad en prosa llegaba hasta escribir vidas de religiosos (Vida de Sor Gregoria de Santa Teresa) y de poetas (Vida de Gabriel Álvarez de Toledo).
Compuso asimismo algunas piezas cortas como bailes y sainetes, y gran número de folletos más o menos satíricos, como Barca de Aqueronte, el Hospital de incurables, etc. Además, publicaba todos los años un "almanaque" que le proporcionaba importantes ingresos y donde insertaba pronósticos, algunos de los cuales se cumplieron.

## Influencia de la lengua leonesa
Algunos estudios de filología han reseñado el uso frecuente en sus trabajos de elementos propios de la lengua leonesa. En este sentido, prefijos leoneses como "peri" (más), palatalizaciones (llo, lla, llas), o formas verbales como "jicioren" (que se traduciría en castellano como "hicieron"), "salioren" (que se traduciría al castellano por "salieron") o "dixioren" (en castellano "dijeron") aparecen con frecuencia en sus trabajos.

## Ediciones más importantes
- Libros en que estan reatados diferentes quadernos physicos, medicos, astrologicos, poeticos, morales, y mysticos que años passados dio al publico en producciones pequeñas el Doctor Don Diego de Torres… Salamanca: Imprentas de Antonio Villagordo y de Pedro Ortiz Gómez, 1751 y 1752, 13 vols.

### Prosa

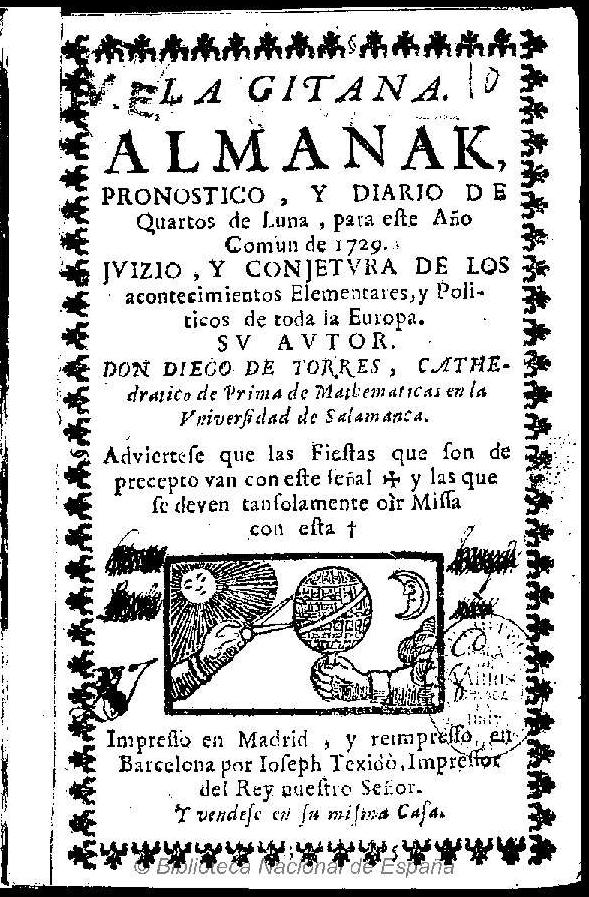
La gitana, Almanak, 1729.

- Almanaques y Pronósticos de el Gran Piscator de Salamanca, 1718-1766.
- Sueños morales. Visiones y visitas de Torres con don Francisco de Quevedo por Madrid (1727-1737)
- Sacudimiento de mentecatos habidos y por haber (1726)
- Vida natural y católica, medicina segura para mantener menos enferma la organizacion del cuerpo... (1730), prohibida más tarde por la Inquisición.
- Barca de Aqueronte y residencia infernal de Plutón (1731), publicada en 1743.
- Los desahuciados del mundo y de la gloria (1736-1737)
- Anatomía de lo visible e invisible en ambas esferas (1738).
- Tratados físicos y médicos de los temblores y otros movimientos de la tierra, llamados vulgarmente terremotos, 1751.
- El ermitaño y Torres, aventura curiosa en que se trata de la piedra filosofal y las tres cartillas rústica, médica y eclesiástica..., 1752.
- Vida, ascendencia, nacimiento, crianza y aventuras de el doctor don Diego de Torres Villarroel, catedrático de prima de Matemáticas en la Universidad de Salamanca... (1743-1751), publicado por entregas.
- Recetas de Torres, añadidas a los remedios de cualquier fortuna
- El gallo español
- Un viaje fantástico
- Vida ejemplar, virtudes heroicas y singulares recibos de la venerable madre Gregoria Francisca de Santa Teresa, carmelita descalza, en el convento de Sevilla, en el siglo doña Gregoria Francisca de la Parra Queinoge.

### Poesía
- Ocios políticos en poesías de varios metros (1726)
- Juguetes de Thalia, entretenimientos en el numen: varias poesias, lyricas y comicas... 1752.

### Teatro
- Juguetes de Thalía, entretenimientos en el numen  (Salamanca, 1752)

#### Zarzuelas
- Juicio de Paris y robo de Helena incluida en Juguetes de Thalía  (Salamanca, 1752)
- La armonía de lo insensible incluida en Juguetes de Thalía  (Salamanca, 1752)
- Con José Ormaza, Eneas en Italia incluida en Juguetes de Thalía  (Salamanca, 1752)

#### Entremeses
- El duende, incluido en Juguetes de Thalía  (Salamanca, 1752)

#### Sainetes
- Los gitanos, incluido en Juguetes de Thalía  (Salamanca, 1752)
- La peregrina, incluido en Juguetes de Thalía  (Salamanca, 1752)
- El poeta, incluido en Juguetes de Thalía  (Salamanca, 1752)
- El valentón, incluido en Juguetes de Thalía  (Salamanca, 1752)
- La taberna de la puerta de Villamayor, incluido en Juguetes de Thalía  (Salamanca, 1752)
- Sainete entremesado para La armonía de lo insensible, incluido en Juguetes de Thalía  (Salamanca, 1752)
- Fiesta de gallos y estafermo en la aldegüela, publicado suelto.
- El miserable, publicado suelto.